# Hoplocephalus bungaroides
Hoplocephalus bungaroides is een slang uit de familie koraalslangachtigen (Elapidae).

## Naam en indeling
De wetenschappelijke naam van de soort werd voor het eerst voorgesteld door Hermann Schlegel in 1837. Oorspronkelijk werd de wetenschappelijke naam Naja bungaroides gebruikt. De slang werd later aan andere geslachten toegekend, zoals Elapocormus en Alecto.

## Verspreiding en habitat
Hoplocephalus bungaroides komt endemisch voor in Australië en leeft in de Australische deelstaat New South Wales in het bekken van Sydney. De soort leeft in heidegebieden. Hoplocephalus bungaroides was voorheen een algemene soort, maar wordt tegenwoordig door de IUCN als kwetsbaar aangemerkt en in New South Wales als bedreigd. Habitatverlies vormt de voornaamste bedreiging.

## Uiterlijke kenmerken
De slang bereikt een gemiddelde lichaamslengte van ongeveer 60 centimeter met een maximum van anderhalve meter. De huid is zwart van kleur met meerdere gele markeringen, gerangschikt in onregelmatige smalle dwarsbanden.

## Leefwijze
Hoplocephalus bungaroides voedt zich met kikkers, kleine zoogdieren en hagedissen, met name gekko's en kleine skinken. De slang is nachtactief en schuilt overdag onder rotsen. Hoplocephalus bungaroides is eierlevendbarend en per keer worden acht tot twintig jongen geboren.

## Beschermingsstatus
Door de internationale natuurbeschermingsorganisatie IUCN is de beschermingsstatus 'kwetsbaar' toegewezen (Vulnerable of VU).